# القلعة التركية (بنغازي)
القلعة التركية هي قلعة بنيت في فترة الحكم التركي لليبيا، وكانت قائمة بجانب ميناء بنغازي في المدينة، وكانت أهم مقرات الأتراك في مدينة بنغازي، كما كانت أول جزء يحتله الإيطاليون في مدينة بنغازي.
هدمت القلعة في أوائل القرن العشرين وتم بناء مسرح مدينة بنغازي محلها«لاحقا سينما البرينتشي أو دار عرض بنغازي» بشارع عمر المختار حاليا.
شهدت هذه القلعة مذبحة الجوازي المشهورة في 5 سبتمبر 1817م حين قامت قوات عثمانية بارتكاب مجزرة ضد هذه القبيلة راح ضحيتها أكثر من عشرة آلاف فرد من قبيلة واحدة بينهم نساء وأطفال.